# Saison 2007-2008 du Paris Saint-Germain
Maillots
Chronologie
Saison précédente Saison suivante
La saison 2007-2008 du Paris Saint-Germain voit le club disputer la Ligue 1, la Coupe de France ainsi que la Coupe de la Ligue.
Le club parisien rencontre de grosses difficultés en championnat, mais atteint la finale de la coupe de France, et remporte la coupe de la Ligue, ce qui le qualifie pour la coupe UEFA pour la saison suivante.

## Avant-saison
- Le 25 mai, Granddi Ngoyi signe un contrat élite de 4 ans (dont 3 comme professionnel) avec le PSG.
- Le 14 juin, Mamadou Sakho signe son premier contrat professionnel avec le PSG pour une durée de 3 ans.
- Le 25 juin, Younousse Sankhare signe son premier contrat professionnel avec le PSG pour une durée de 3 ans.
- Le 26 juin, David Rozehnal est transféré au club de Newcastle United pour 4,5 M€.
- Le 27 juin, Albert Baning est prêté pour un an au club de Ligue 2 du CS Sedan[1]. Loris Arnaud, lui, signe son premier contrat professionnel avec le PSG[2].
- Le 28 juin, Franck Dja Djédjé, à l'issue de son prêt au Grenoble Foot 38 lors de la saison 2006-2007, y est transféré pour trois ans[3].
- Le 30 juin, Édouard Cissé signe un contrat de trois ans avec le Beşiktaş JK. Il quitte le PSG pour 2 M€.
- Le 3 juillet, Didier Digard signe au PSG pour 2,5 millions d'euros et pour trois ans, en provenance du Havre AC[4].
- Le 5 juillet, David Hellebuyck est transféré à l'OGC Nice pour 800 000 €. Il a signé un contrat de 4 ans avec la formation niçoise.
- Le 18 juillet, le PSG enregistre la signature de Grégory Bourillon. Le joueur, en provenance du Stade rennais pour 3,5 M€[5], a signé un contrat de 4 ans.
- Le 24 juillet, Zoumana Camara s'engage avec le PSG en provenance de l'AS Saint-Etienne pour quatre saisons. Le transfert s'élève à 6 M€.
- Le 30 juillet, Boukary Dramé est transféré au club du FC Sochaux pour 1,2 M€[6] avec un contrat de 4 ans. Rudy Haddad est quant à lui transféré au club du Maccabi Tel-Aviv pour 0,5 M€[7] avec un contrat de 3 ans.
- Le 22 août, Cristian Rodriguez et Carlos Bueno sont libérés du club.
- Le 31 août, dernier jour du mercato, le PSG enregistre la signature de Ceará et les départs de Fabrice Pancrate, Youssuf Mulumbu et Larrys Mabiala.

| Nom                | Nationalité        | Transfert                        | Provenance/Destination | Division         |
| ------------------ | ------------------ | -------------------------------- | ---------------------- | ---------------- |
| Arrivées           |                    |                                  |                        |                  |
| Didier Digard      | France             | Transfert (2,5 millions d'euros) | Le Havre AC            | Ligue 2          |
| Grégory Bourillon  | France             | Transfert (3 millions d'euros)   | Stade rennais          | Ligue 1          |
| Zoumana Camara     | France             | Transfert (6 millions d'euros)   | AS Saint-Étienne       | Ligue 1          |
| Marcos Ceará       | Brésil             | Transfert (2,5 millions d'euros) | SC Internacional       | Brasileirão      |
| Apoula Edel        | Arménie            | Transfert (120 000 €)            | Rapid Bucarest         | Liga I           |
| Fabrice Pancrate   | France             | Fin du prêt                      | Betis Séville          | Primera División |
| Rudy Haddad        | France             | Fin du prêt                      | Valenciennes FC        | Ligue 1          |
| Carlos Bueno       | Uruguay            | Fin du prêt                      | Sporting Portugal      | SuperLiga        |
| Franck Dja Djédjé  | France             | Fin du prêt                      | Grenoble Foot 38       | Ligue 2          |
| Granddi Ngoyi      | France             | Premier contrat professionnel    | Paris Saint-Germain B  | CFA              |
| Mamadou Sakho      | France             | Premier contrat professionnel    | Paris Saint-Germain B  | CFA              |
| Younousse Sankharé | France             | Premier contrat professionnel    | Paris Saint-Germain B  | CFA              |
| Loris Arnaud       | France             | Premier contrat professionnel    | Paris Saint-Germain B  | CFA              |
| Départs            |                    |                                  |                        |                  |
| David Rozehnal     | République tchèque | Transfert (4 millions d'euros)   | Newcastle United       | Premier League   |
| Franck Dja Djédjé  | France             | Transfert (500 000 €)            | Grenoble Foot 38       | Ligue 2          |
| Édouard Cissé      | France             | Transfert (2 millions d'euros)   | Beşiktaş JK            | Süper Lig        |
| David Hellebuyck   | France             | Transfert (800 000 €)            | OGC Nice               | Ligue 1          |
| Bonaventure Kalou  | Côte d'Ivoire      | Transfert (1,5 million d'euros)  | RC Lens                | Ligue 1          |
| Boukary Dramé      | Sénégal            | Transfert (1,5 million d'euros)  | FC Sochaux-Montbéliard | Ligue 1          |
| Rudy Haddad        | France             | Transfert (500 000 €)            | Maccabi Tel-Aviv       | Liga ha'Al       |
| Carlos Bueno       | Uruguay            | Contrat résilié                  | Boca Juniors           | D1 argentine     |
| Cristian Rodríguez | Uruguay            | Contrat résilié                  | Benfica Lisbonne       | SuperLiga        |
| Nicolas Cousin     | France             | Fin de contrat                   | Angers SCO             | Ligue 2          |
| Samuel Piètre      | France             | Fin de contrat                   | APO Levadiakos         | Super League     |
| Albert Baning      | Cameroun           | Prêt                             | CS Sedan Ardennes      | Ligue 2          |
| Fabrice Pancrate   | France             | Prêt                             | FC Sochaux-Montbéliard | Ligue 1          |
| Youssouf Mulumbu   | France             | Prêt                             | Amiens SC              | Ligue 2          |
| Larrys Mabiala     | France             | Prêt                             | Plymouth Argyle        | Championship     |
| Sammy Traoré       | Mali               | Prêt                             | AJ Auxerre             | Ligue 1          |

### Préparation d'avant-saison
| Rang | Équipe      | Pts | J | G | N | P | Bp | Bc | Diff |
| ---- | ----------- | --- | - | - | - | - | -- | -- | ---- |
| 1    | Arsenal FC  | 10  | 2 | 2 | 0 | 0 | 4  | 2  | +2   |
| 2    | Paris SG    | 7   | 2 | 1 | 0 | 1 | 4  | 2  | +2   |
| 3    | Valence CF  | 5   | 2 | 1 | 0 | 1 | 2  | 3  | -1   |
| 4    | Inter Milan | 1   | 2 | 0 | 0 | 2 | 1  | 4  | -3   |

Organisée par le club d'Arsenal, l'Emirates Cup est compétition de football amicale se disputant chaque année durant l'été sur deux jours à l'Emirates Stadium. Le PSG joue donc la première édition de cette compétition.

## Récit de la saison sportive

### Mercatod'hiver
| Nom               | Nationalité | Transfert                      | Provenance/Destination | Division            |
| ----------------- | ----------- | ------------------------------ | ---------------------- | ------------------- |
| Arrivées          |             |                                |                        |                     |
| Guillaume Hoarau  | France      | Transfert (500 000 €)          | Le Havre AC            | Ligue 2             |
| Éverton Santos    | Brésil      | Transfert (2 millions d'euros) | SC Corinthians         | Brasileirão         |
| Willamis Souza    | Brésil      | Transfert (4 millions d'euros) | São Paulo FC           | Brasileirão         |
| Larrys Mabiala    | France      | Fin du prêt                    | Plymouth Argyle        | Championship        |
| Départs           |             |                                |                        |                     |
| Pierre-Alain Frau | France      | Transfert (3 millions d'euros) | Lille OSC              | Ligue 1             |
| Marcelo Gallardo  | Argentine   | Contrat résilié                | DC United              | Major League Soccer |
| Guillaume Hoarau  | France      | Prêt                           | Le Havre AC            | Ligue 2             |

### Matchs officiels de la saison
Le tableau ci-dessous retrace dans l'ordre chronologique les 49 rencontres officielles jouées par le Paris Saint-Germain durant la saison. Le club parisien a participé aux 38 journées du championnat ainsi qu'à 6 tours de Coupe de France et 5 rencontres en Coupe de la Ligue. Les buteurs sont accompagnés d'une indication entre parenthèses sur la minute de jeu où est marqué le but et, pour certaines réalisations, sur sa nature (penalty ou contre son camp).
Le bilan général de la saison est de 20 victoires, 13 matchs nuls et 16 défaites.

## Joueurs et encadrement technique

### Statistiques collectives
| Compétition       | Débute au tour | Termine   | Matches joués | Gagnés | Nuls | Perdus | Buts pour | Buts contre | Différence |
| ----------------- | -------------- | --------- | ------------- | ------ | ---- | ------ | --------- | ----------- | ---------- |
| Ligue 1           | -              | 16e       | 38            | 10     | 13   | 15     | 37        | 45          | -8         |
| Coupe de France   | 1/32 de finale | Finaliste | 6             | 5      | 0    | 1      | 9         | 3           | +6         |
| Coupe de la Ligue | 1/16 de finale | Vainqueur | 5             | 5      | 0    | 0      | 14        | 3           | +11        |
| Total             | -              | -         | 49            | 20     | 13   | 16     | 60        | 51          | +9         |

### Joueurs prêtés
| Nat. | Nom              | Club en prêt      | Compétition  | Championnat | Championnat | Championnat | Championnat  | Coupe nationale | Coupe nationale | Coupe nationale | Coupe nationale | Coupe continentale | Coupe continentale | Coupe continentale | Coupe continentale | Total | Total | Total  | Total        |
| Nat. | Nom              | Club en prêt      | Compétition  | MJ          | B           | Averti      | Carton rouge | MJ              | B               | Averti          | Carton rouge    | MJ                 | B                  | Averti             | Carton rouge       | MJ    | B     | Averti | Carton rouge |
| ---- | ---------------- | ----------------- | ------------ | ----------- | ----------- | ----------- | ------------ | --------------- | --------------- | --------------- | --------------- | ------------------ | ------------------ | ------------------ | ------------------ | ----- | ----- | ------ | ------------ |
|      | Youssouf Mulumbu | Amiens SC         | Ligue 2      | 23          | 1           | 4           | 1            | 6               | 0               | 0               | 0               |                    |                    |                    |                    | 29    | 1     | 4      | 1            |
|      | Fabrice Pancrate | FC Sochaux        | Ligue 1      | 18          | 1           | 0           | 0            | 3               | 0               | 0               | 0               | 2                  | 0                  | 0                  | 0                  | 23    | 1     | 0      | 0            |
|      | Larrys Mabiala   | Plymouth Argyle   | Championship | 0           | 0           | 0           | 0            | 0               | 0               | 0               | 0               |                    |                    |                    |                    | 0     | 0     | 0      | 0            |
|      | Sammy Traoré     | AJ Auxerre        | Ligue 1      | 25          | 1           | 3           | 0            | 3               | 1               | 0               | 0               |                    |                    |                    |                    | 28    | 2     | 3      | 0            |
|      | Albert Baning    | CS Sedan Ardennes | Ligue 2      | 26          | 0           | 5           | 1            | 6               | 0               | 0               | 0               |                    |                    |                    |                    | 32    | 0     | 5      | 1            |